# Gârnic
Gârnic (cz. Gerník) – wieś w Rumunii, w okręgu Caraș-Severin, w gminie Gârnic. W 2011 roku liczyła 317 mieszkańców. 